# Cora Vlot
Cora Vlot (21 februari 1964) is een succesvolle Nederlandse triatlete uit Hendrik-Ido-Ambacht. Ze vertegenwoordigde Nederland op verschillende grote internationale wedstrijden. Ze werd vijfmaal Nederlands kampioene op de lange afstand en de eenmaal op de middenafstand. 

## Biografie
In 1993 nam ze voor de eerste maal deel aan de hele triatlon van Almere. Met een tijd van 9:39.43 eindigde ze op een vierde plaats. Hierna eindigde ze verschillende malen op het podium. In 1998 veroverde ze in Almere de Nederlandse titel op de lange afstand. Met een tijd van 9:22.34 eindigde ze op een tweede plaats overall achter de Australische Robin Roocke (goud; 9:13.31). Dit was haar snelste tijd bij deze wedstrijd. In 2001 wist ze de wedstrijd te winnen, maar met een langzamere met 9:45.28. 
Hiervoor nam ze al enkele keren deel aan een Ironman. In 1994, 1995 en 1996 behaalde ze bij de Ironman Lanzarote respectievelijk een vijfde, vierde en derde plaats. In 1996 werd ze met een tijd van 10:22.51 21e bij de Ironman Hawaï. 
In 2007 werd zij tot Sportvrouw van het Jaar in Hendrik-Ido-Ambacht uitgeroepen; zij was daarmee de eerste die deze titel in haar woonplaats kreeg.

## Titels
- Nederlands kampioene triatlon op de lange afstand - 1998, 2000, 2001, 2002, 2005
- Nederlands kampioene triatlon op de middenafstand - 2003

## Onderscheidingen
- Sportvrouw van het Jaar in Hendrik-Ido-Ambacht - 2007

## Palmares

### triatlon
- 1992: 5e Triatlon van Almere - 10:33.48
- 1993:  NK lange afstand in Almere (4e overall) - 9:39.43
- 1994:  NK lange afstand in Almere (4e overall) - 10:19.26
- 1994: 5e Ironman Lanzarote
- 1995:  NK lange afstand in Almere (3e overall) - 9:44.09
- 1995: 4e Ironman Lanzarote
- 1996:  NK lange afstand in Almere (2e overall) - 9:41.56
- 1996:  Ironman Lanzarote - 10:49.56
- 1996: 25e Ironman Hawaï - 10:22.51
- 1997: 4e triatlon van Almere - 9:30.25
- 1997: 6e Ironman Lanzarote
- 1998:  NK lange afstand in Almere (2e overall) - 9:22.34
- 1999:  NK + EK triatlon op de lange afstand in Almere (3e overall) - 9:24.00
- 1999: 16e WK lange afstand in Säter - 7:03.08
- 2000:  NK lange afstand in Almere (2e overall) - 9:36.09
- 2000: 17e WK lange afstand in Nice - 7:39.20
- 2001:  NK lange afstand in Almere (1e overall) - 9:45.28
- 2001: 14e WK lange afstand in Fredericia - 10:18.52
- 2002:  NK lange afstand in Almere (2e overall) - 9:50.18
- 2002: 10e Ironman Ironman Lanzarote - 11:31.06
- 2003:  triatlon van Almere - 9:45.21
- 2003:  NK middenafstand in Nieuwkoop - 4:25.50
- 2003:  NK lange afstand in Stein - 6:35.23
- 2004:  triatlon van Almere - 9:41.33
- 2004:  NK middenafstand in Nieuwkoop - 4:24.10
- 2004:  NK lange afstand in Stein - 6:42.10
- 2005:  triatlon van Almere - 9:30.44
- 2005:  NK middenafstand in Nieuwkoop - 4:18.57
- 2005:  NK lange afstand in Almere - 8:22.03
- 2006:  NK middenafstand in Nieuwkoop - 4:24.24
- 2007: 7e Ironman Switzerland - 9:51.40
- 2007: 4e Ironman South Africa - 9:52.40
- 2007:  Triatlon van Veenendaal - 2:08.31
- 2007:  IronMan 70.3 Antwerpen - 4:29.34
- 2008: 12e WK lange afstand in Almere - 6:51.44
- 2008:  NK middenafstand in Nieuwkoop - 4:20.09
- 2009:  NK middenafstand in Nieuwkoop - 4:26.27
- 2010:  NK middenafstand in Nieuwkoop - 4:34.51
- 2011:  NK middenafstand in Didam - 4:08.15
- 2015:  Middenafstand in Nieuwkoop - 4:54:15

### Atletiek
- 2011:  Plassenloop - 1:03.39